# Бела-над-Цірохоу
Бела-над-Цірохоу (словац. Belá nad Cirochou) — село, громада в окрузі Снина, Пряшівський край, Словаччина. Розташоване в північно-східній частині Словаччини, біля м. Снина.

## Історія
Вперше згадується 1451 року.
В селі є римо-католицький костьол з 1912 р.

## Географія
Протікають потік Барнов і Годковець

## Населення
| Рік:            | 1994. | 2004.   | 2014.   | 2024.   |
| --------------- | ----- | ------- | ------- | ------- |
| Кількість осіб: | 3165  | 3318    | 3348    | 3279    |
| Різниця:        |       | +4,83 % | +0,90 % | -2,06 % |

| Рік:            | 2023. | 2024.   |
| --------------- | ----- | ------- |
| Кількість осіб: | 3303  | 3279    |
| Різниця:        |       | -0,72 % |

В селі проживає 3,318 чол.
Національний склад населення (за даними останнього перепису населення — 2001 року):
- словаки- 99,48 %
- чехи- 0,18 %
- русини- 0,15 %
- українці- 0,09 %

Склад населення за приналежністю до релігії станом на 2001 рік:
- римо-католики- 97,91 %,
- греко-католики- 1,03 %,
- православні- 0,15 %,
- протестанти- 0,12 %,
- не вважають себе віруючими або не належать до жодної вищезгаданої церкви- 0,75 %